# Muizenstraat (Bredevoort)
De Muizenstraat is een klein straatje met een lengte van ongeveer twintig meter in het oude centrum van Bredevoort. De straat begint als zijstraat van de Markt en liep oorspronkelijk door naar de Prinsenstraat, maar loopt tegenwoordig dood.

## Geschiedenis

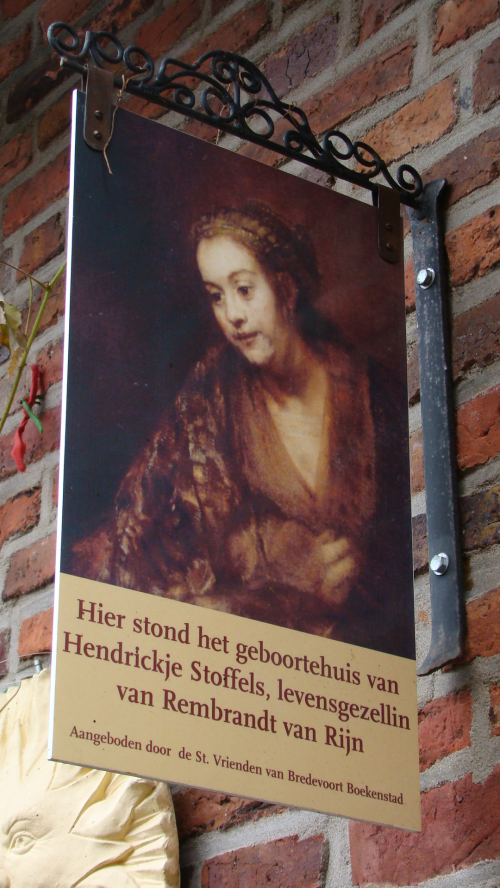
Uithangbord

Vroeger liep de Muizenstraat door tot aan de Prinsenstraat maar is tegenwoordig doodlopend. Het straatje dankt haar naam vermoedelijk aan haar kleine formaat. In 1782 wordt een huis aan deze straat vermeld als het "Muizenkasteel". Of het huis naar de straat is genoemd of andersom, is niet bekend. Het is het kleinste straatje van Bredevoort, en misschien wel het kleinste straatje van Nederland. Hendrickje Stoffels werd in dit straatje geboren. In 2006 werd daarom een uithangbord onthuld dat de locatie van haar ouderlijk huis in de Muizenstraat aangeeft.